# Chocamán (kommun i Mexiko)
Chocamán är en kommun i Mexiko.   Den ligger i delstaten Veracruz, i den sydöstra delen av landet, 220 km öster om huvudstaden Mexico City.
Följande samhällen finns i Chocamán:
- Chocamán
- San José Neria
- Rincón Pintor
- Xonotzintla
- Calaquioco
- La Flor del Llano
- La Cantera
- Cruz Blanca
- Tepexilotla